# Grundartangi
Grundartangi ist ein Ort in Island.
Er liegt am Nordufer des Hvalfjörður östlich des Hvalfjarðargöng.
Administrativ gehört er zur Gemeinde Hvalfjarðarsveit. Seit 1979 gibt es hier ein Ferrosiliciumwerk und 1998 ist ein Aluminiumwerk in Betrieb genommen worden. Beide Werke verbrauchen elektrische Energie, die hier sehr günstig ist. Die Rohstoffe werden in einem eigenen Seehafen angeliefert, über den auch die fertigen Produkte das Land wieder verlassen.
Die Fabriken verursachen recht hohe Schadstoffemissionen, insbesondere Fluorid, weshalb in einem größeren Umkreis um Grundartangi keine neue Wohnbebauung mehr errichtet werden darf. Nur Ferienhäuser zur zeitweisen Nutzung dürfen dort errichtet werden.